# Tour of Chongming Island
Tour of Chongming Island (oficjalnie Tour of Chongming Island International Cycling Race) – wieloetapowy kolarski wyścig kobiet, organizowany w Szanghaju w Chinach od 2007 roku. Swoją nazwę bierze od miejsca, w którym jest rozgrywany - wyspy Chongming. Od 2010 roku należy do cyklu najważniejszych zawodów kobiecych – UCI Women’s World Tour (wcześniej Puchar Świata).
Do 2016 roku Tour of Chongming Island składał się z dwóch odrębnych zawodów - wyścigu jednodniowego oraz wyścigu etapowego. W latach 2007–2009 wyścig jednodniowy przybierał formę indywidualnej jazdy na czas, zaś w latach 2010–2015 był organizowany jako „klasyczny” jednodniowy wyścig kolarski, który był zaliczany do serii Pucharu Świata. W 2016 roku wraz z reformą zastępującą Puchar Świata przez UCI Women’s World Tour, zdecydowano o rezygnacji z organizowania wyścigu jednodniowego, a wyścig etapowy zaliczony został do kalendarza UCI.

## Wyniki

### Wyścig etapowy
| Rok  | Pierwsze            | Drugie               | Trzecie            |          |
| ---- | ------------------- | -------------------- | ------------------ | -------- |
| 2007 | Li Meifang          | Ellen van Dijk       | Belinda Goss       |          |
| 2008 | Li Meifang          | Meng Lang            | Sha Hui            |          |
| 2009 | Chloe Hosking       | Marlen Jöhrend       | Zhao Na            |          |
| 2010 | Ina-Yoko Teutenberg | Kirsten Wild         | Rochelle Gilmore   |          |
| 2011 | Ina-Yoko Teutenberg | Annemiek van Vleuten | Monia Baccaille    |          |
| 2012 | Melissa Hoskins     | Monia Baccaille      | Liesbet De Vocht   |          |
| 2013 | Annette Edmondson   | Chloe Hosking        | Lucy Garner        |          |
| 2014 | Kirsten Wild        | Shelley Olds         | Giorgia Bronzini   |          |
| 2015 | Kirsten Wild        | Roxane Fournier      | Annalisa Cucinotta |          |
| 2016 | Chloe Hosking       | Huang Ting-ying      | Leah Kirchmann     |          |
| 2017 | Jolien D’Hoore      | Kirsten Wild         | Chloe Hosking      |          |
| 2018 | Charlotte Becker    | Shannon Malseed      | Anastasia Chursina |          |
| 2019 | Lorena Wiebes       | Jutatip Maneephan    | Lotte Kopecky      |          |
| 2020 | odwołany            | odwołany             | odwołany           | odwołany |
| 2021 | odwołany            | odwołany             | odwołany           | odwołany |
| 2022 | odwołany            | odwołany             | odwołany           | odwołany |
| 2023 | Chiara Consonni     | Mylène de Zoete      | Daria Pikulik      |          |
| 2024 | Marta Lach          | Mylène de Zoete      | Scarlett Souren    |          |
| 2025 |                     |                      |                    |          |

### Wyścig jednodniowy
Jazda indywidualna na czas
| Rok  | Pierwsze         | Drugie         | Trzecie          |
| ---- | ---------------- | -------------- | ---------------- |
| 2007 | Yong Li Liu      | Li Meifang     | Ellen van Dijk   |
| 2008 | Li Meifang       | Li Wang        | Yong Li Liu      |
| 2009 | Bridie O'Donnell | Switłana Haluk | Madeleine Sandig |

Puchar Świata
| Rok  | Pierwsze            | Drugie            | Trzecie          |
| ---- | ------------------- | ----------------- | ---------------- |
| 2010 | Ina-Yoko Teutenberg | Kirsten Wild      | Rochelle Gilmore |
| 2011 | Ina-Yoko Teutenberg | Lizzie Armitstead | Charlotte Becker |
| 2012 | Shelley Olds        | Melissa Hoskins   | Monia Baccaille  |
| 2013 | Tetyana Riabchenko  | Giorgia Bronzini  | Amy Pieters      |
| 2014 | Kirsten Wild        | Elena Cecchini    | Giorgia Bronzini |
| 2015 | Giorgia Bronzini    | Kirsten Wild      | Fanny Riberot    |